# Heteroponera angulata
Heteroponera angulata is een mierensoort uit de onderfamilie van de Heteroponerinae. De wetenschappelijke naam van de soort is voor het eerst geldig gepubliceerd in 1959 door Borgmeier.